# Колтунюк Станіслав Васильович
Станіслав Васильович Колтунюк (25 грудня 1930 — 26 лютого 2002, місто Київ) — український радянський науковець-мистецтвознавець, релігієзнавець, політичний діяч, секретар Ровенського обласного комітету КПУ. Кандидат філософських наук.

## Життєпис
Народився 25 грудня 1930 року. Освіта вища. Член КПРС.
На 1963—1964 роки — завідувач ідеологічного відділу Ровенського обласного комітету КПУ.
З 1964 року — завідувач відділу пропаганди і агітації Ровенського обласного комітету КПУ.

Могила Станіслава Колтунюка, Байкове кладовище

У 1970 році здобув науковий ступінь кандидата філософських наук, захистивши дисертацію на тему «Проблемы эффективности некоторых форм научно-атеистического воспитания в современных условиях».
З 20 листопада 1970 по жовтень 1971 року — завідувач відділу організаційно-партійної роботи Ровенського обласного комітету КПУ.
22 жовтня 1971 — вересень 1978 року — секретар Ровенського обласного комітету КПУ з питань ідеології.
У 1978 — після 1989 року — 1-й заступник міністра культури Української РСР.
До кінця життя викладав у Державній академії керівних кадрів культури і мистецтв на посаді професора кафедри теорії та практики культури. Помер 26 лютого 2002 року. Похований разом з дружиною на Байковому кладовищі (ділянка № 49а).

## Нагороди
- орден «Знак Пошани»
- почесна грамота Кабінету Міністрів України
- ордени
- медалі